# Вајли Пост
Вајли Хардеман Пост (22. новембар 1898 – 15. август 1935) је био познати амерички авијатичар током мећуратног периода, први пилот који је направио соло пут око света. Такође познат по свом раду на лету при великим висинама. Пост је помогао да се развије прво анти-г одело и први је открио млазне струје. Пост и комичар Вил Роџерс су погинули 15. августа 1935 када се летилица срушила при полетању на Аљасци.